# エヴリシング・バット・ザ・ガール

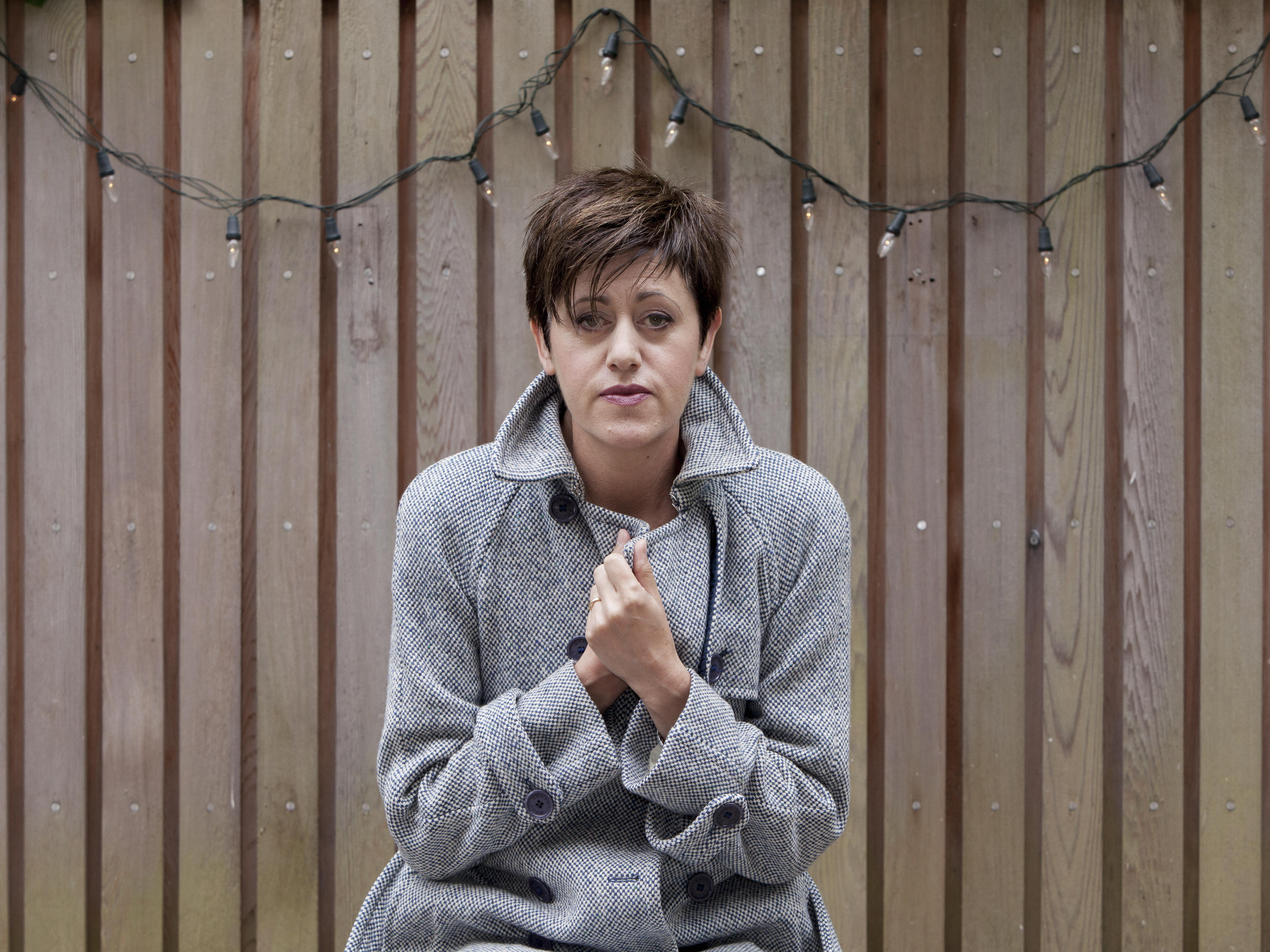
トレイシー・ソーン

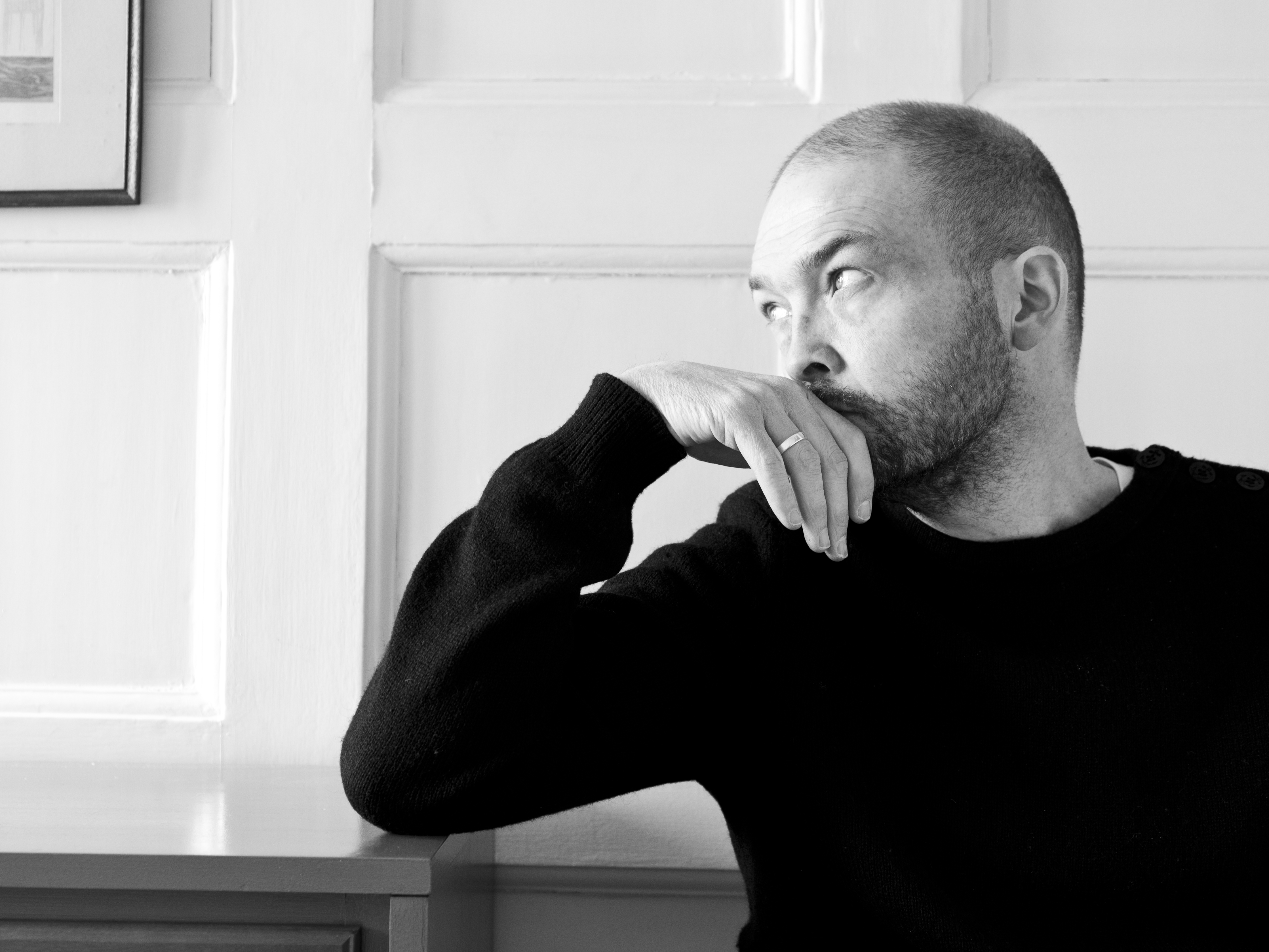
ベン・ワット

エヴリシング・バット・ザ・ガール（Everything But the Girl: EBTG）は、イギリスの2人組音楽バンドである。ネオ・アコースティックの代表的なバンドとして知られる。デビュー当時はアコースティックを基調としたシンプルなサウンドであったが、キャリア中期からエレクトリックサウンドを大々的に取り入れ、クラブシーンでも知られるようになる。

## 概要
それぞれチェリー・レッド・レコードから作品を発表しハル大学に在学していたマリン・ガールズのトレイシー・ソーンと、ベン・ワットの2人が、レーベル企画によって1982年に結成されたユニット。元々短期活動ユニットの計画であったが、思わぬ評判により息の長い活動となった。
グループ名は「女の子以外は何でも」という意味で、ハル大学の近くにあった家具や雑貨を扱う店の名前（この場合は、女の子以外は何でも売っているという意味）から取られたと言われている。
チェリー・レッド社の企画からビリー・ホリデイの「ナイト・アンド・デイ」をA面に、お互いのオリジナル曲をB面に入れたシングルをレーベルの意図によって制作。この曲を聴いてエルビス・コステロは狂喜し、ザ・ジャム解散直後のポール・ウェラーはハル大学へ押しかけステージに飛び入りした程であった。
1984年にブランコ・イ・ネグロ・レコードから発売されたファースト・アルバム『エデン』はUKチャート14位を記録し、「ポスト・パンクからネオ・アコースティック・ムーブメントへの道を切り開いた作品」と評されている。
アルバムごとに、映画音楽・ジャズ・AORなど様々な要素を取り入れ、やがて、ソウル・II・ソウルなどのダンス・ミュージックにも着目するようになり、パーカッションのプログラミングなどに反映されるようになる。しかしながらこの時点では、日本では「お洒落に敏感なOL層」に人気のアーティストといった取り上げられ方であった。すでに80年代終盤には、ガラージュ・ハウスのアルバムを制作することも考えていたが、その時点ではEBTGにどのようにハウス・サウンドを関連付けるかが定まらず、実現はしなかった。
その後も順調にリリースを重ねていたが、1990年にベンが難病（チャーグ・ストラウス症候群、現在の好酸球性多発血管炎性肉芽腫症）に罹り、病院をたらい回しにされる状態のうちにやがて倒れてしまう。回復はしたものの、生死の境をさまよう状態であった。ベンの療養中に、トレイシーはマッシヴ・アタックなどと共演しており、これらの経験が後のサウンド面での変化につながってゆくことになる。
サウンド面での変化が如実に現れたのが、ベンが復帰してからの1994年のアルバム『アンプリファイド・ハート』発表後にリリースされたシングル『ミッシング』のトッド・テリーによるリミックス・バージョンであり、この曲は全英3位、全米2位まで上昇する大ヒットを記録した。以降、「ドラムンベースは現代のボサノヴァ」と解釈し、ブレイクビーツ、ハウスといったエレクトロニック・ミュージックの要素を全面的に取り入れていくようになる。
1996年の『哀しみ色の街』からはヴァージン・レコードに移籍。翌97年には、U2のツアーサポートをオファーされるものの、「今以上に楽しむ活動を求めていなかったから」という理由で断念。1999年のアルバム『テンパラメンタル』をリリースしたのちの2000年に解散していたことが、英『ガーディアン』でのインタビューで明らかにされた。解散の理由を、トレイシーは自身の子供と過ごす時間を取りたかったからと語っている。
一方、ベンも2009年の日本向けインタビューで、「15年間もメジャーレーベルで作品をリリースしていたから、何か新しいことにチャレンジしたくて。最終的にはトレイシーが「業界を抜けて家族を持ちたい」と言ったことがキッカケになり、現在に至る道を歩んできたわけさ」と語っている。『ガーディアン』でのインタビューでは、巨大化したバンドの現状に疑問を抱いていたことも明かされた。

### 解散後
2012年に アルバム『エデン』から『アイドルワイルド』までの4作をボーナス・ディスクを付けたデラックス仕様で再発したが、トレイシーは「アルバムのプロモーションは行うけど、懐古趣味のツアーをする気はないの。またギターをぶら下げて昔の曲を演奏すると考えただけで怖いわ」と語っており、この時点では一連の活動はバンドの再始動を意味するものではないとしていた。2013年には、『ランゲージ・オブ・ライフ』から、『アンプリファイド・ハート』までの3作が、2015年には『哀しみ色の街』、『テンパラメンタル』の2作がデラックス仕様で再発された。
トレイシーは「私はもうポップスレーベルで争い合うようなことはしたくない。自分が音楽家としてどうあるべきか模索しながら、その信念に則っていきたい」とソロ活動に専念。ベンは、一旦はディープ・ハウスと呼ばれるダンス音楽にその活動の分野を完全に移し、自身のDJ活動及びロンドンを代表するパーティー「Lazy Dog」の開催、ディープ・ハウス・レーベルのBuzzin' Flyの運営で大きな成功を収めたが、2013年に同レーベルは新譜リリース、及び新人発掘を停止し、ベンもDJとしての活動を中断した。ベンは2014年に、元スウェードのギタリスト、バーナード・バトラーとの共作で、ソロ・アルバム『Hendra』をリリースした。

### 活動再開
2022年11月3日、トレイシーが自身のTwitterにて、2023年春予定でアルバムをリリースする事を告知した。また、翌4日には公式Instagraｍアカウントが開設された。
2023年1月10日に、イギリスのBBCラジオ6にて、先行シングルの『Nothing Left To Lose』を発表、同日にPVも公開された。アルバムは『Fuse』と題され、上記先行シングルを含む10曲を収録、2023年4月21日の発売が予定されている。

## メンバー
- トレイシー・ソーン (Tracey Thorn) - ボーカル
- ベン・ワット (Ben Watt) - ギター、キーボード、ボーカル

ソーンとワットは1998年と2001年に3人の子をもうけ、2009年に入籍している。

## ディスコグラフィ

### スタジオ・アルバム
- 『エデン』 - Eden (1984年)
- Everything But the Girl (1984年) ※アメリカ編集盤
- 『ラヴ・ノット・マネー』 - Love Not Money (1985年)
- 『ベイビー、ザ・スターズ・シャイン・ブライト』 - Baby the Stars Shine Bright (1986年)
- 『アイドルワイルド』 - Idlewild (1988年)
- 『ランゲージ・オブ・ライフ』 - The Language of Life (1990年)
- 『ワールドワイド』 - Worldwide (1991年)
- 『アコースティック』 - Acoustic (1992年) ※カヴァー曲と既発曲の別バージョンの編集盤
- 『アンプリファイド・ハート』 - Amplified Heart (1994年)
- 『哀しみ色の街』 - Walking Wounded (1996年)
- 『テンパラメンタル』 - Temperamental (1999年)
- FUSE (2023年)

### コンピレーション・アルバム
- 『エッセンス&レア 82-92』 - 82-92 Essence And Rare (1992年) ※日本編集盤
- 『ホーム・ムーヴィーズ-ザ・ベスト・オブ・エヴリシング・バット・ザ・ガール』 - Home Movies-The Best Of Everything But The Girl (1993年)
- The Best of Everything but the Girl (1996年)
- 『ライク・ザ・デザーツ・ミス・ザ・レイン』 - Like the Deserts Miss the Rain (2003年)
- 『アダプト・オア・ダイ (10イヤーズ・オブ・リミクシーズ)』 - Adapt or Die: Ten Years of Remixes (2006年) ※リミックス・アルバム
- 『スーパー・ベスト』 - The 90s Collection (2008年)

### EP
- 『カヴァーズ』 - Covers (1992年)
- 『ニューヨークの少年』 - The Only Living Boy in New York (1993年)
- 『めぐり逢い』 - I Didn't Know I Was Looking for Love (1993年)
- Rollercoaster (1994年)
- 『ミッシング (ライヴEP)』 - Missing (The Live EP) (1994年)
- 『ミッシング (remix)』 - Missing (1995年)

### シングル
- "Night and Day" (1983年)
- "Each and Every One" (1983年)
- "Mine" (1983年)
- "Native Land" (1983年)
- "When All's Well" (1983年)
- "Angel" (1983年)
- "Come on Home" (1983年)
- "Don't Leave Me Behind" (1983年)
- "Cross My Heart" (1983年)
- "These Early Days" (1983年)
- 「I Always Was Your Girl」 - "I Always Was Your Girl" (1983年)
- "I Don't Want to Talk About It" (1983年)
- "Love Is Here Where I Live" (1983年)
- 「ドライヴィン」 - "Driving" (1983年)
- "Take Me" (1983年)
- 「オールド・フレンズ」 - "Old Friends" (1983年)
- 「トゥイン・シティーズ」 - "Twin Cities" (1983年)
- "Talk to Me Like the Sea" (1983年)
- "The Only Living Boy in New York" (1983年)
- "I Didn't Know I Was Looking for Love" (1983年)
- "Rollercoaster" (1983年)
- "Missing" (1983年)
- "Missing" (Todd Terry remix) (1983年)
- "Walking Wounded" (1983年)
- "Wrong" (1983年)
- "Single" (1983年)
- "Driving" (remix) (1983年)
- "Before Today" (1983年)
- "The Future of the Future (Stay Gold)" (1983年) ※Deep Dish with EBTG名義
- "Five Fathoms (Love More)" (1983年)
- "Blame" (1983年)
- "Temperamental" (1983年)
- "Lullaby of Clubland" (1983年)
- "Tracey in My Room" (1983年) ※EBTG vs Soul Vision名義
- "Corcovado" (1983年)

### 参加作品
これまでに、マッシヴ・アタック、アダムF、ディープ・ディッシュなどのアーティストの作品に参加している。
ベンはリミキサーとしても活動しており、シャーデー、マックスウェル、ミシェル・ンデゲオチェロなどの楽曲をリミックスしている。

## 来日公演
- 1990年

- 1992年
3月27日-3月28日 (於: NHKホール、東京)
3月29日 (於: 中野サンプラザ、東京)
3月30日 (於: フェスティバルホール、大阪)
4月1日  (於: 愛知県勤労会館、名古屋)

- 1997年
3月24日-3月26日 (於: 赤坂BLITZ、東京)
3月28日 (於: ダイアモンドホール、名古屋)
3月29日 (於: ドラムロゴス、福岡)
3月30日 (於: IMPホール、大阪)

バンドとしての活動以外にも、2009年8月15日に、ベンが単独で来日し東京のクラブ代官山 AIRにてDJとしてパフォーマンスを行った。ちなみに、1997年の来日公演でも、バンドとしての演奏の前にベンのDJタイムが設けられていた。